# Ільм Інга Валеріївна
Ільм Інга Валеріївна — російська акторка.

## Біографія
Народилася 22 грудня 1971 року в Ленінграді. Після закінчення школи вступила до школи-студії МХАТу на курс Ю. І. Єрьоміна, який закінчила у 1993 році.
У 1994 році переїхала до Нью-Йорка, де рік навчалась в акторській школі Лі Страсберга.
У 1995 році прийнята в трупу театра імені О. С. Пушкіна. Веде програму «Не верю» ТВЦ (Москва).

## Родина
Після зйомок фільму «Сходинки світла» вийшла заміж за ірландського режисера Джері МакКарті. Згодом в них народився син Джейсон-Джеральд-Олександр.

## Фільмографія
- 1983 — Пригоди Петрова і Васечкіна. Звичайні й неймовірні / Маша Старцева
- 1984 — Канікули Петрова і Васечкіна. Звичайні й неймовірні / Маша Старцева
- 1992 — Біг сонячним боком.
- 1992 — Очі.
- 1992 — Сходинки світла («Міша»).
- 1992 — Луна-Парк.
- 1992 — Мушкетери двадцять років потому.
- 1992 — Сонм білих княжен.
- 1992 — Чайка.
- 1993 — Ти є…
- 1994 — Автобус (короткометражний).
- 2003 — Чай, кава, потанцюємо.